# Fakhrīyeh
Fakhrīyeh (persiska: فخریه, Fakhrīyeh Va Kalāteh-ye Ḩabashī) är en ort i Iran.   Den ligger i provinsen Khorasan, i den nordöstra delen av landet, 700 km öster om huvudstaden Teheran. Fakhrīyeh ligger 1 197 meter över havet och antalet invånare är 299.
Terrängen runt Fakhrīyeh är huvudsakligen platt, men åt nordost är den kuperad.Runt Fakhrīyeh är det ganska tätbefolkat, med 56 invånare per kvadratkilometer. Närmaste större samhälle är Nīshābūr, 5,1 km nordväst om Fakhrīyeh. Omgivningarna runt Fakhrīyeh är i huvudsak ett öppet busklandskap.